# شهر إمام
شهر إمام أو دز أب هي مدينة إيرانية تقع في القسم المركزي من مقاطعة دزفول في محافظة خوزستان. حسب إحصاءات المركز الرسمي للإحصاءات الإيرانية في 2006 كان يسكن دزآب 10,169 شخص.